# Hôtel de Ville (Vaires-sur-Marne)

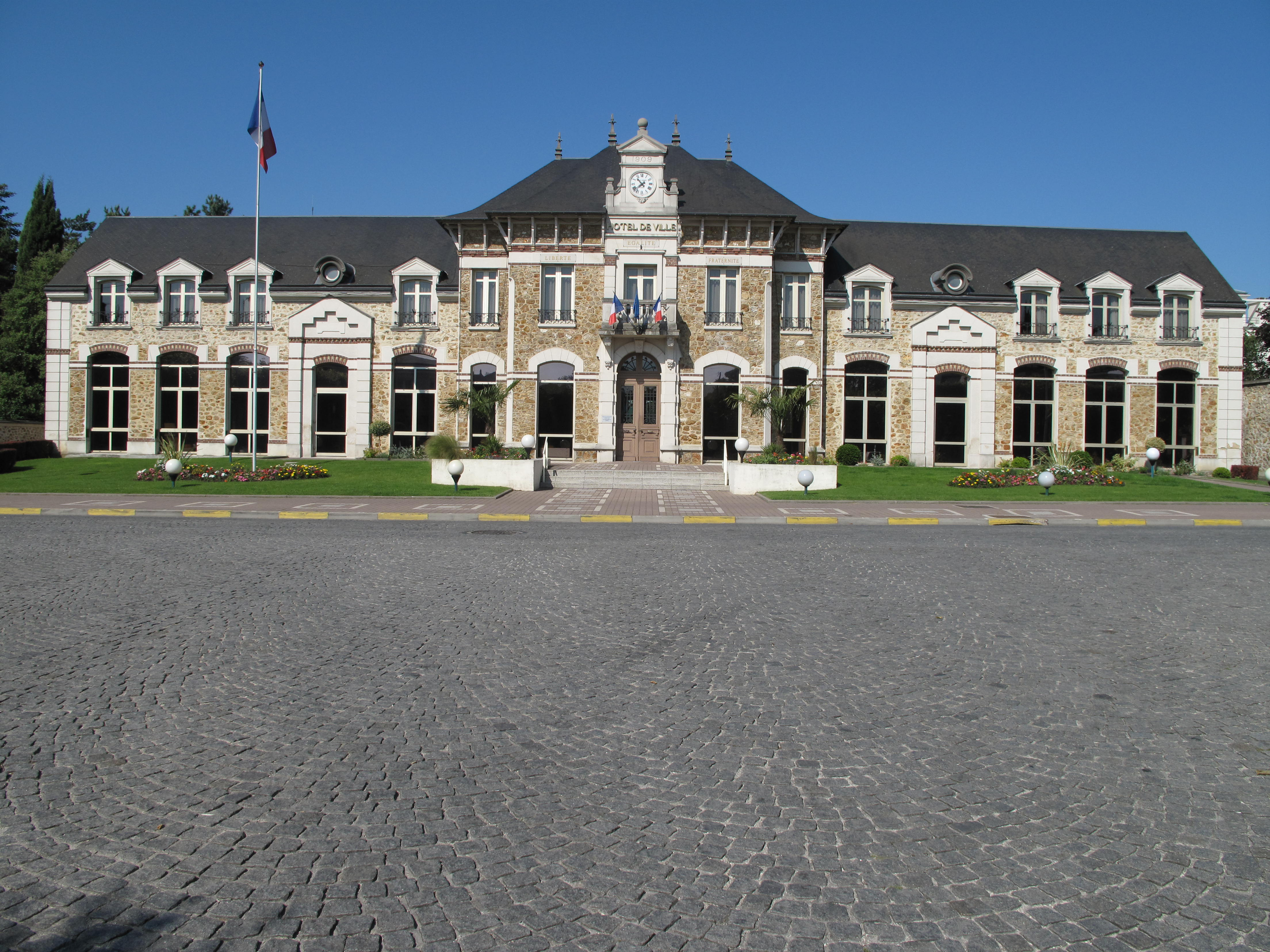
Hôtel de Ville in Vaires-sur-Marne

Das Hôtel de Ville (deutsch Rathaus) in Vaires-sur-Marne, einer französischen Gemeinde im Département Seine-et-Marne in der Region Île-de-France, wurde 1909 errichtet.
Das Hôtel de Ville am Boulevard de Lorraine ist ein zweigeschossiger Bau aus Bruchstein mit Eckquaderung. Über dem Rundbogenportal im Mittelrisalit ist ein Balkon für repräsentative Zwecke angebracht. Der Risalit wird von einem Aufbau mit Uhr bekrönt.